# 13750 Mattdawson
13750 Mattdawson eller 1998 ST54 är en asteroid i huvudbältet som upptäcktes den 17 september 1998 av LONEOS vid Anderson Mesa Station. Den är uppkallad efter Matthew Dawson.
Den tillhör asteroidgruppen Vesta.